# Obrnice
Obrnice település Csehországban, a Mosti járásban. Obrnice Most, Lužice, Braňany, Korozluky, Želenice és Patokryje településekkel határos. Lakosainak száma 2042 fő (2024. január 1.).

## Népesség
A település lakosságának változását az alábbi diagram mutatja:
| Lakosok száma | 492  | 1091 | 1579 | 1217 | 2835 | 2107 | 2183 | 2130 | 1857 | 2042 |
|               | 1869 | 1900 | 1921 | 1961 | 1980 | 2011 | 2016 | 2019 | 2021 | 2024 |